# Jean-Jacques Jelot-Blanc
Pour les articles homonymes, voir Blanc (homonymie).
Jean-Jacques Jelot-Blanc, né le 6 mars 1948 à Aubagne, est un journaliste, biographe et écrivain français.

## Biographie
Il est l'auteur d'un ouvrage de référence, Pagnol inconnu, édité chez Michel Lafon en 1997, réédité en 2010, chez l'éditeur Alphée - Jean-Paul Bertrand et d'un Pagnol-Raimu également édité chez Alphée. Son Histoire d'Aubagne parue chez Sutton en 2009 est sa première anthologie sur sa ville natale.
Journaliste depuis 35 ans, il a collaboré à une trentaine de titres nationaux dont Salut les copains, Podium et Rock & Folk. À ce titre, il a édité de nombreuses biographies dont celle coécrite avec son ami Alain Bashung parue chez Seghers, une autre de Chuck Berry chez Horus, de même qu'une Histoire du cinéma musical du rock au disco parue en deux tomes chez PAC (chez le même éditeur ROCK STORY en 1985).
En 1983, il est le premier auteur français à aborder l'étude des séries télévisées dont il est actuellement le plus ancien spécialiste du genre. Ses trois ouvrages de référence sur le genre, de 30 ans de séries télévisées chez Pac au Télé Feuilletons chez Ramsay font autorité en la matière. Depuis 20 ans, il dirige la rubrique série d'un grand hebdomadaire de télévision.
Côté biographies, il est aussi le seul auteur français à avoir abordé l'étude des grands comiques français qu'il a rencontrés, Fernandel (3 ouvrages), Bourvil (2 ouvrages) Louis de Funès (1 ouvrage) et Jean Gabin (1 ouvrage). 
Parmi les autres sujets abordés, on lui doit également une biographie de Michel Serrault (PAC), de Poiret et Serrault (Alphée), de Jean Marais (Anne Carrière) et de Jacques Villeret (Rocher). Par ailleurs, ses études cinématographiques vont des Black stars à l'écran (PAC) jusqu'à une Histoire du cinéma à Fontainebleau (Puits Fleuri).
À la radio, en 1977-78, il a animé une émission musicale sur RMC en compagnie de Marc Toesca et Jules-Édouard Moustic. À la radio et à la télévision, il a été aussi l'invité régulier de Jean-Pierre Foucault, Nagui, Olivier Minne ou Julien Lepers.

Scénariste et cinéaste, il est l'auteur et coréalisateur avec Jean-Louis Rancurel du film Il était une fois les années 60 et auteur-interprète de Monsieur Marius, une comédie de 1977 avec Michel Modo, Bernard Le Coq, Daniel Prévost, Patrick Bouchitey et bien d'autres.

Acteur, Jacques Rozier l'a dirigé dans Maine Océan aux côtés de Luis Rego et Bernard Ménez.
En 2010 et 2011 paraissent trois nouveaux livres chez Alphée Jean-Paul Bertrand : Anorexie parlons-en, où il aborde le combat de sa fille contre ce mal implacable, Yéyé idoles et has-been et L'aventure du Splendid préfacée par Patrice Leconte. 
Toujours journaliste honoraire depuis cette période, il est devenu directeur de collection aux Editions du Cherche-Midi avec un premier ouvrage cosigné avec la petite fille de Raimu : " Raimu, un enfant de génie".
En parallèle, il veille à la réédition et la remise à jour de certains de ses ouvrages, Elvis à Hollywood, Richard Anthony et Bashung paru en 1987 chez Seghers.
Retraité de la presse nationale, installé en famille aux abords de la forêt de Fontainebleau, il n’a pas pour autant ralenti ses activités littéraires.
En 2012, après avoir signé un troisième et dernier ouvrage chez Flammarion, Jean Gabin Inconnu, il revient sur ses années de jeunesse où il travaillait à Salut les copains dans l’ouvrage  Yé Yé, idoles ou has been paru aux éditions Vaillant où il raconte l’étonnante histoire du fameux mouvement musical des sixties.
En 2024, il participe avec l'accord de Nicolas Pagnol, petit-fils de l'auteur, au cinquantenaire de sa disparition avec l'édition d'une ultime biographie aux éditions Privat au titre explicite, Pagnol, autant en emporte la gloire, près de cinq cent pages d'une somme sur le parcours du génie des collines.
Cette édition inédite s'accompagne en 2024 et 2025 d'une tournée française de causeries où ce passionné de cinéma raconte avec une rare justesse l'itinéraire de son célèbre compatriote, sa rencontre avec ses principaux interprètes et son épouse Jacqueline Pagnol, éternelle 'Manon des sources', une immersion vivante et illustrée dans la mémoire collective.